# Крюскад
Крюска́д (фр. Cruscades) — коммуна во Франции, находится в регионе Лангедок — Руссильон. Департамент коммуны — Од. Входит в состав кантона Лезиньян-Корбьер. Округ коммуны — Нарбонна.
Код INSEE коммуны — 11111.

## Население
Население коммуны на 2008 год составляло 489 человека.
| 1934 | 1962 | 1968 | 1975 | 1982 | 1990 | 1999 | 2008 |
| ---- | ---- | ---- | ---- | ---- | ---- | ---- | ---- |
| 447  | 349  | 374  | 341  | 290  | 289  | 324  | 489  |

## Экономика
В 2007 году среди 250 человек в трудоспособном возрасте (15—64 лет) 167 были экономически активными, 83 — неактивными (показатель активности — 66,8 %, в 1999 году было 65,1 %). Из 167 активных работали 151 человек (88 мужчин и 63 женщины), безработных было 16 (8 мужчин и 8 женщин). Среди 83 неактивных 16 человек были учениками или студентами, 25 — пенсионерами, 42 были неактивными по другим причинам.

## Достопримечательности
- Церковь св. Иоанна Богослова XIII века
- Бывшая часовня, построенная на развалинах романской церкви